# Pardosa vulvitecta
Pardosa vulvitecta är en spindelart som beskrevs av Schenkel 1936. Pardosa vulvitecta ingår i släktet Pardosa och familjen vargspindlar. Inga underarter finns listade i Catalogue of Life.